# Туєвик
Туєвик (Thujopsis dolabrata) — монотиповий рід хвойних рослин родини кипарисових.

## Поширення, екологія
країни поширення: Японія (Хоккайдо, Хонсю, Кюсю, Сікоку). Клімат прохолодний, вологий. Росте в змішаних хвойних і хвойно-покритонасінних лісах від низовини прибережжя до гірських висот.

## Морфологія
Однодомне дерево до 15 м у висоту; кора тонка, сіра або червонувато-коричнева, відлущується на довгі смужки; крона пірамідальна; гілки висхідні. Листки лускоподібні, диморфні; бічні листки у формі човна, темно-зелені зверху, яйцеподібно-ланцетні, 4–7 × 1,5–2,2 мм, з білими жиловими смугами знизу, верхівки тупі, злегка вигнуті, частково покривають лицьові листки, які притиснуті, широко оберненояйцеподібні. Шишки поодинокі. Пилкові шишки циліндричні; мікроспорофілів 12–20. Шишки 1–1,6 см в діаметрі, майже кулясті; лусок 6–8, плоскі, деревні, кожна родюча луска з 3–5 насінням. Насіння еліпсоїдне, 4–5 × 3–3,5 мм, з 2 товстих, боковими, вузькими крилами. Сім'ядолі 2.

## Використання
Його легка, м'яка, несмоляна і довговічна деревина використовується в будівництві мостів та будівель, меблів, різьби по дереву тощо. Молодші дерева цього виду цінується за їх декоративних якості внаслідок разючого контрасту верхньої блискучої зелені і нижньої білої поверхні листя. Дерева широко посаджені в Японії, а також в інших країнах з помірним морським кліматом. Кілька сортів відомі, найпоширенішими є зі строкатим листям і деякі карликові форми з компактним ростом і більш дрібним листям. Найранішні з них були обрані в Японії і ввезені в Європу в середині 19-го століття.

## Загрози та охорона
Ніяких конкретних загроз не було визначено для цього виду. Цей вид знаходиться в кількох охоронних територіях.